# Reilly (Francja)
Reilly – miejscowość i gmina we Francji, w regionie Hauts-de-France, w departamencie Oise.
Według danych na rok 1990 gminę zamieszkiwało 160 osób, a gęstość zaludnienia wynosiła 19 osób/km² (wśród 2293 gmin Pikardii Reilly plasuje się na 837. miejscu pod względem liczby ludności, natomiast pod względem powierzchni na miejscu 573.).